# Heinrich von Dincklage
Heinrich von Dincklage (... – 1296) fu Gran Maestro dell'Ordine di Livonia dal 1295 al 1296.

## Biografia
A seguito della morte di Balthasar Holte nel 1293, il ruolo di Gran Maestro non fu ricoperto da nessuno per due anni, anche se la storiografia non è concorde. Dal 1295, assunse le redini dei cavalieri di Livonia Heinrich von Dincklage.
Durante il suo breve mandato, il Landmeister concluse un trattato di pace con Bernhard, Vescovo di Tartu. Quest’ultimo non mantenne la pace troppo a lungo: da lì a poco sarebbe infatti scoppiato un lungo conflitto.
A von Dincklage subentrò Bruno.